# Beiping (district)
Pour les articles homonymes, voir Beiping.
Aussi connue sous le nom de Youbeiping, Beiping était une commanderie de Chine, situé dans l'ancienne province de You. C'est à l'époque des Royaumes combattants que la commanderie de Youbeiping fut érigée par le royaume de Yan près de la Grande Muraille de Chine. Durant la dynastie des Han occidentaux, la commanderie s'étendait de la côte nord de la mer de Bohai, près de Tangshan, jusqu'à la région de Chengde au nord. La commanderie fut rétrécie durant la dynastie des Han orientaux et changea de nom au cours des dynasties qui suivirent.